# Dominik Dos-Reis
Dominik Dos-Reis (* 1993 in Niederösterreich) ist ein österreichisch-französischer Schauspieler.

## Leben
Dominik Dos-Reis wuchs in Österreich und Frankreich auf, besuchte das Gymnasium und Realgymnasium Sachsenbrunn und studierte Philosophie sowie Theater-, Film- und Medienwissenschaften an der Universität Wien. Beim SV Grimmenstein spielte er ab 2008 Fußball. Seine Schauspielausbildung erhielt er von 2015 bis 2019 an der Musik und Kunst Privatuniversität der Stadt Wien.
2017 stand er in Radetzkymarsch am Burgtheater unter der Regie von Johan Simons auf der Bühne. Intendant Simons holte ihn an das Schauspielhaus Bochum, wo Dos-Reis mit der Saison 2018/19 Ensemblemitglied wurde und unter anderem Laertes in Hamlet, Alexej Fjodorowitsch Karamasow (Aljoscha) in Die Brüder Karamasow, Pozzo in Warten auf Godot, sowie im Ein-Personen-Stück Eschenliebe von Theresia Walser spielte.
Für seine Darstellung des Boris Nikolajewitsch Tschepurnoj in Kinder der Sonne unter der Regie von Mateja Koležnik wurde er 2023 im Rahmen des Berliner Theatertreffens mit dem Alfred-Kerr-Darstellerpreis ausgezeichnet, von der Theaterzeitschrift Theater heute wurde er 2023 zum Nachwuchsschauspieler des Jahres gewählt. Ebenfalls 2023 erhielt er den Nachwuchspreis des Bochumer Theaterpreises. Beim Jedermann bei den Salzburger Festspielen verkörpert er 2024 in der Inszenierung von Robert Carsen den Tod.
Im Fernsehen war er unter anderem 2021 in der TVNOW-Serie Tilo Neumann und das Universum von Julian Pörksen sowie 2022 im ARD-Zweiteiler Alice zu sehen.

## Filmografie (Auswahl)
- 2018: Morgenmensch (Kurzfilm)
- 2019: Guy Proposes to His Girlfriend on a Mountain (Kurzfilm)
- 2020: Hamlet (Theateraufzeichnung)
- 2021: Tilo Neumann und das Universum (Fernsehserie)
- 2022: Alice (Fernsehfilm)
- 2023: Kinder der Sonne (Theateraufzeichnung)
- 2024: SOKO Köln: Die Frau auf dem roten Fahrrad (Fernsehserie)

## Auszeichnungen (Auswahl)
- 2023: Alfred-Kerr-Darstellerpreis[2][5]
- 2023: Bochumer Theaterpreis in der Kategorie Nachwuchs[1]
- 2023: Theater heute: Nachwuchsschauspieler des Jahres[6]